# Piula antàrtica
La piula antàrtica (Anthus antarcticus) és una espècie d'ocell de la família dels motacíl·lids (Motacillidae) que habita en zones de praderia de Geòrgia del Sud.